# 마이크로컨텍솔루션
마이크로컨텍솔루션(Micro Contact Solution Co. Ltd.)는 대한민국의 반도체 검사용 IC SOCKET 기업이다.
번인소켓을 삼성전자와 SK하이닉스, 도시바 등에 납품하고 있다.

## 역사
1999년 12월 주식회사 엠씨에스 MCS로 설립되었으며 2002년 현재의 사명으로 변경하였다. 2018년 자회사인 비티케이를 흡수합병하였다.

## 상장
2008년 9월 23일에 공모가 2,000원에 코스닥 시장에 상장하였다.

## 참고문헌
1. ↑  “이혼한 사람은 절대 못 다니는 회사”. 《머니투데이》. 2008년 9월 19일.
2. ↑  한국기업데이터 기술분석보고서-마이크로컨텍솔루션, 2018년 9월 13일[깨진 링크(과거 내용 찾기)]
3. ↑  마이크로컨텍솔, 반도체 업황 개선...반도체 소켓 삼성·SK하닉 공급 부각 '강세', 이데일리, 2023년 3월 30일
4. ↑  마이크로컨텍솔, 자회사 비티케이 흡수합병, 머니투데이, 2018년 7월 27일